# 密歇根州政府
密歇根州實行共和制，依三權分立原則分為三個部門：由密西根州州長和其他獨立選舉產生的官員組成的行政机关（州政府）；由眾議院和參議院組成的立法机关（州議會）；以及由一個法院組成的司法機關（州法院）。本州還允許選民通過倡議、公民投票、罢免和批准直接參與。

## 政府

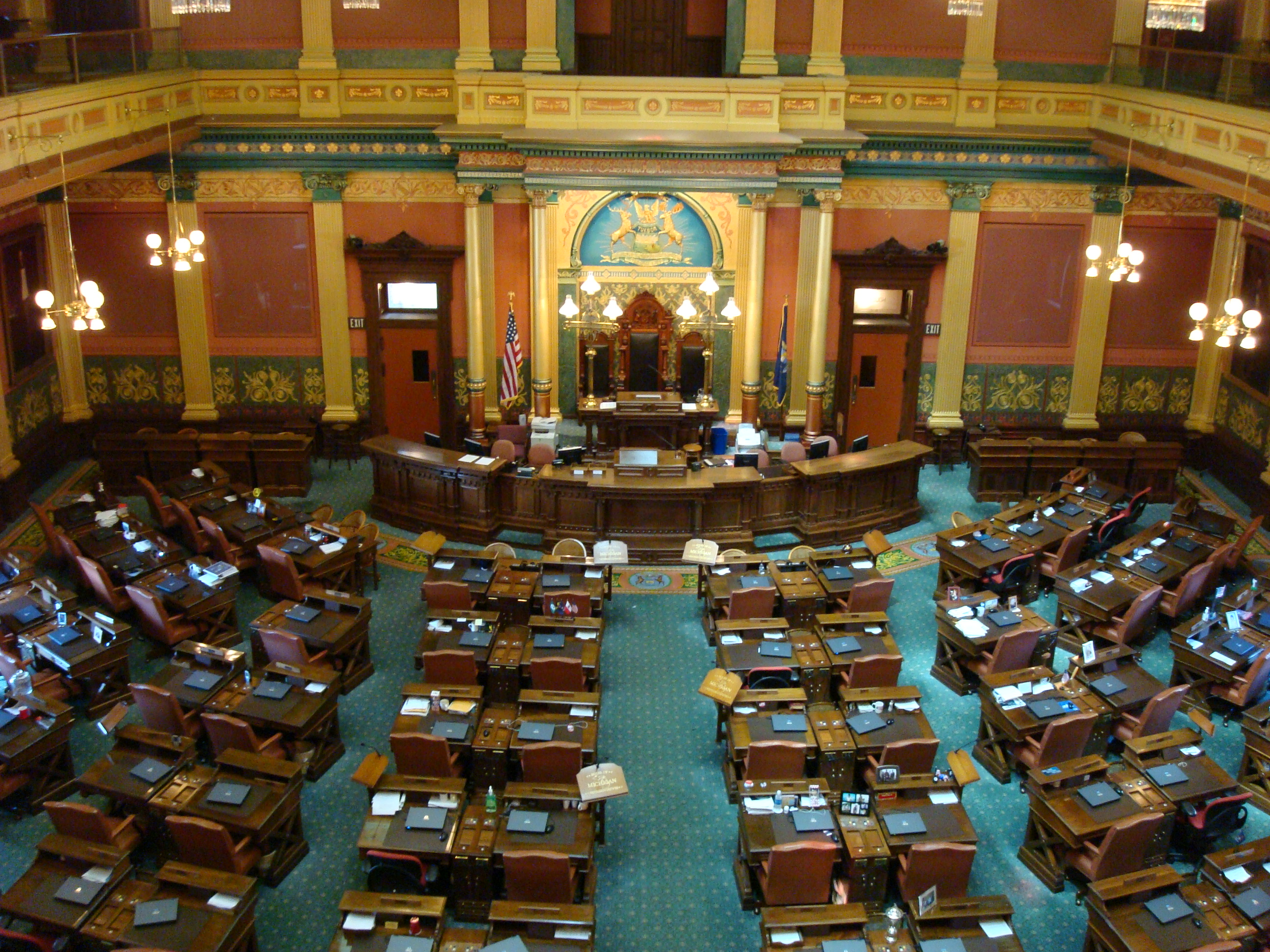
密歇根州議會大廈內的議院

### 立法部門
密歇根州立法機關是本州的立法機關。它是一個兩院制機構，由參議院（上議院）和眾議院（下議院）組成。1963年通過的《密歇根州憲法》第四條規定了立法機關的作用及其組成方式。立法行為在立法機關的官方行為中公佈，並編纂在《密歇根法律彙編》中。密歇根州議會在密歇根州蘭辛的密歇根州議會大廈舉行會議。密歇根州是擁有全職立法機構的十個州之一。

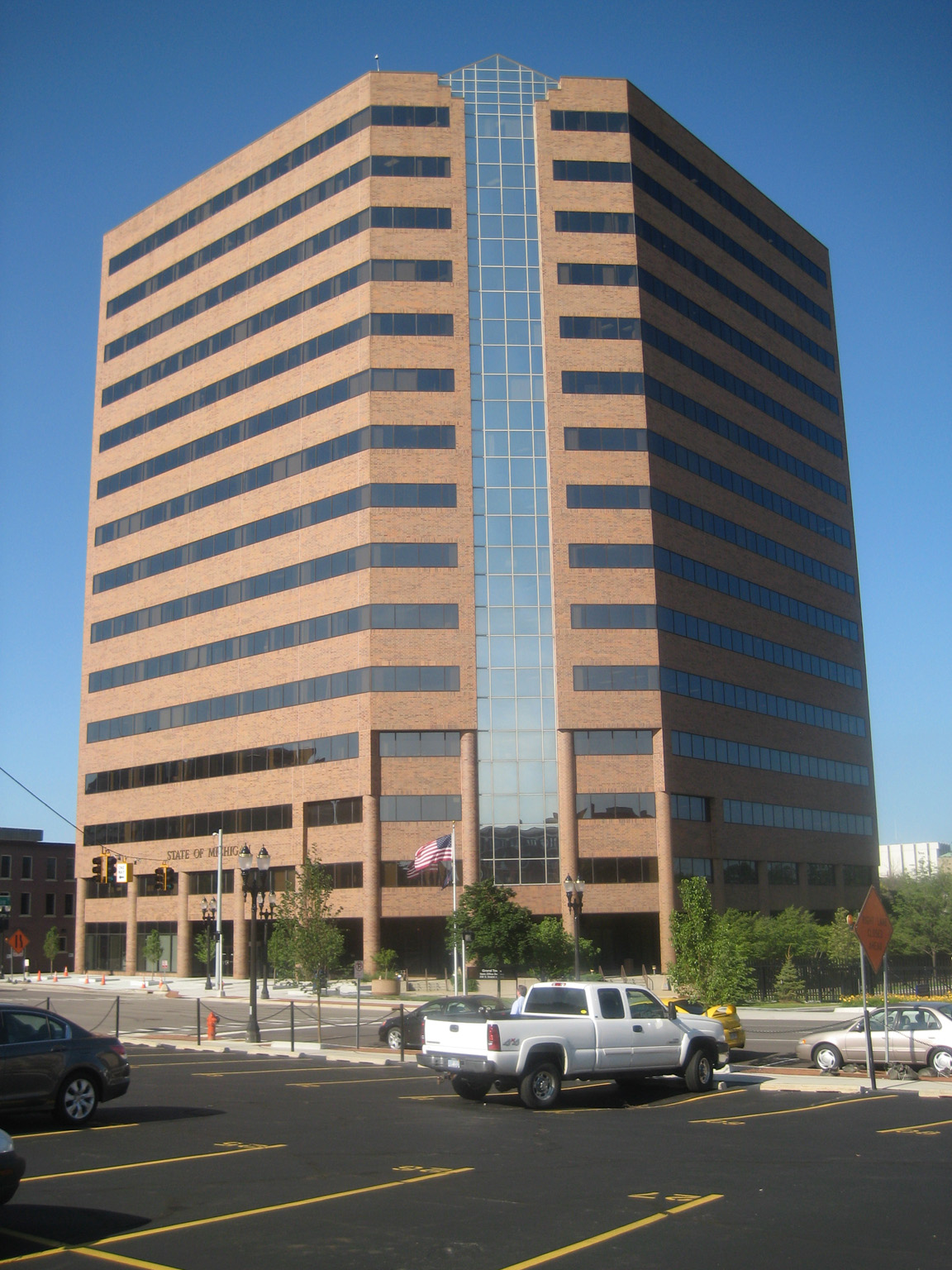
蘭辛的行政大廈（Grand Tower）

### 行政部門
對於當選的單人高管，1993年實行了兩屆任期限制。自1966年以來，副州長與州長以同一張票當選。副州長是密歇根州參議院的主席，在州長無法執行職務時（包括州長離開該州時）擔任州長一職。州長是首席行政官，擁有否決權、任命權、改組行政政府、預算提案和其他權力。
該州的另外兩名民選憲法執行官是州務卿（Secretary of State）和司法部長。兩者均與州長/副州長同時當選，任期四年。當選的公職人員分別在繼任者中排名第二和第三，並且可以在殘疾或缺席期間擔任州長。總檢察長是該州的首席執法官、執行機構的法律顧問，並領導總檢察長部。州務卿及其部門負責與汽車相關的許可、選舉和記錄保存。

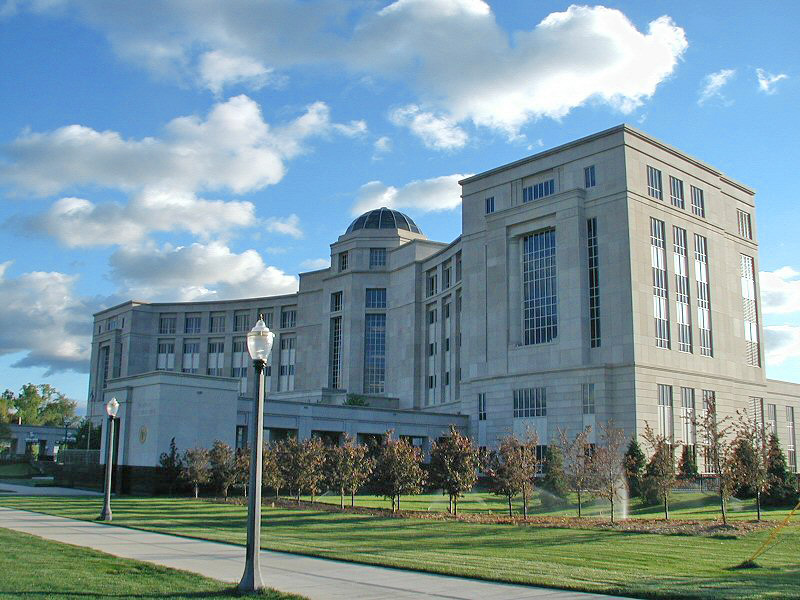
位於蘭辛的密歇根司法廳

### 司法部門
法院系統由密歇根州最高法院、作為中級上訴法院的密歇根州上訴法院、作為兩個初審法院的巡迴法院和地區法院以及若干行政法院和專門法院組成。最高法院管理所有法院。密歇根州最高法院由七名成員組成，他們通過無黨派投票選舉產生，任期八年，而州上訴法院法官的任期為六年，空缺由州長任命，巡迴法院和地區法院法官的任期為六年。